# سلوى أبو خضرا
سلوى حلمي رشيد أبو خضرا (1929 - 2024 م) هي سياسية ومعلمة فلسطينية، وعضو في منظمة التحرير الفلسطينية وحركة فتح وشغلت مناصبَ مختلفة. تنتمي إلى الجيل الأول من القيادات النسائيّة في كليهما.

## سيرتها
وُلِدَت سلوى أبو خضرا في يافا في 1 مايو 1929 لعائلة من غزة. وفي عام 1948 اضطُرُّوا إلى مغادرة يافا واستقروا في دمشق. أكملت تعليمها الثانوي في مدرسة راهبات القديس يوسف في يافا عام 1945. وحصلت على شهادة في التربية من جامعة أكسفورد عام 1947، وشهادة في الأدب الفرنسي من جامعة القديس يوسف في بيروت عام 1952.
ثم استقرَّت في الكويت وأسهمت في تعليم الفتيات الفلسطينيات. وأسَّست أوَّل حضانة في الكويت، ثم أسَّست مدرسة فيها بقيت تعمل فيها حتى عام 1990. غادرت الكويت بسبب حرب الخليج عام 1991 واستقرَّت في مصر مع ابنتها.

### نشاطها السياسي
بدأت مسيرتُها السياسية عندما انضمَّت إلى حركة فتح عام 1965، وشاركت في تأسيس مجلس المرأة الفلسطينية. وفي عام 1967 أصبحت عضوًا في مجلس إدارة الاتحاد العام للمرأة الفلسطينية. وهي عضو في المجلس الأعلى الفلسطيني للثقافة والعلوم والتربية منذ عام 1976، وعضو في المجلس الثوري لحركة فتح منذ عام 1980. وعضو في اللجنة المركزية لمنظمة التحرير الفلسطينية.
شَغَلَت منصب الأمين العام لمكتب المرأة في حركة فتح، وكانت عضوًا في اللجنة الاستشارية للدستور الفلسطيني. ورأسَت الوفد الفلسطيني في المؤتمر الثاني للمرأة التابع للأمم المتحدة عام 1980. وانتُخبت أمينًا عامًّا للاتحاد العام للمرأة الفلسطينيّة في مايو (أيار) 1985.

## جوائزها
- قُلدت وسام نجمة الشرف في العام 2009.[11]
- هي عضو شرف في مؤسسة ياسر عرفات.[12]

## وفاتها
تُوفيت سلوى أبو خضرا في العاصمة الأردنية عمَّان، يوم الجمعة 13 جُمادى الأولى 1446هـ الموافق 15 نوفمبر (تشرين الثاني) 2024م، عن عمر ناهز الخامسة والتسعين.